# Мотич-Лесьни
Мотич-Лесьни (пол. Motycz Leśny) — село в Польщі, у гміні Конопниця Люблінського повіту Люблінського воєводства.
Населення — 183 особи (2011).

## Демографія
Демографічна структура станом на 31 березня 2011 року:
|          | Загалом | Допрацездатний вік | Працездатний вік | Постпрацездатний вік |
| -------- | ------- | ------------------ | ---------------- | -------------------- |
| Чоловіки | 89      | 20                 | 57               | 12                   |
| Жінки    | 94      | 13                 | 56               | 25                   |
| Разом    | 183     | 33                 | 113              | 37                   |